# Gnidia nitida
Gnidia nitida är en tibastväxtart som beskrevs av Harry Bolus och Charles Henry Wright. Gnidia nitida ingår i släktet Gnidia och familjen tibastväxter. Inga underarter finns listade i Catalogue of Life.